# Иман аль-Обейди
Иман аль-Обейди (также Иман аль-Убайди) (англ. Iman al-Obeidi) (араб. إيمان العبيدي‎), ливийский адвокат, привлекла внимание общественности 26 марта, 2011 г., вбежав в ресторан отеля Rixos г. Триполи, Ливия, где остановилось большинство международных корреспондентов, крича, что её изнасиловали ливийские военные. В ресторане завязалась потасовка, после чего государственные агенты безопасности вывели аль-Обейди из отеля и увезли в неизвестном направлении. Против журналистов, которые пытались защитить женщину, была применена сила. Представитель правительства изначально заявил, что Обейди находилась в состоянии алкогольного опьянения и, возможно, была душевнобольной, но вскоре после этого признал, что женщина была вменяемой. Журналиста Financial Times, который пытался защитить аль-Обейди, депортировали из страны.

## Инцидент в отеле Rixos
Зайдя в отель и обнаружив корреспондентов иностранных СМИ в ресторане отеля, аль-Обейди продемонстрировала журналистам свои телесные повреждения, которые New York Times описал как «обширный синяк на её лице, внушительный шрам на бедре, несколько глубоких царапин ниже на её ноге, и следы от веревок на её запястьях и щиколотках.» Говоря по-английски, аль-Обейди рассказала, что её арестовали на контрольно-пропускном пункте недалеко от Триполи только потому, что она была родом из Бенгази, — города, который захватили противники Каддафи, — и удерживали её двое суток. Она также рассказала, что её связали, на неё мочились и испражнялись, и что она подверглась изнасилованию пятнадцатью мужчинами. Она заявила, что её друзья до сих пор находятся под арестом. Аль-Обейди рассказала, что местные жители, проживающие недалеко от места её заключения, посодействовали ей в побеге.
Действия аль-Обейди развязали серьёзную потасовку, даже драку,, когда представители правительства попытались заставить её замолчать. Правительственные наблюдатели и представители службы безопасности отталкивали и наносили удары корреспондентам, которые пытались вмешаться. Они разбили камеру CNN, угрожали команде Sky News пистолетом, и конфисковали устройство, на которое корреспондент Financial Times записал слова аль-Обейди. Также, они повалили на пол и стали избивать Чарльза Кловера Charles Clover, журналиста Financial Times, за то, что тот попытался защитить женщину. Обслуживающий персонал отеля на деле оказался представителями государственной службы безопасности; они назвали аль-Обейди «предательницей», а две женщины схватили столовые ножи и стали угрожать аль-Обейди и журналистам. Корреспондент Reuters был единственным журналистом, которому удалось поговорить с ней; её заявления были сняты на видео. В конце концов, аль-Обейди схватили, вывели из отеля и увезли в неизвестном направлении. В ходе этого инцидента, корреспонденты лично убедились в методах правительства Муаммара Каддафи. Это привело к дальнейшему накалению отношений между международными СМИ и ливийскими властями, которые контролируют каждый шаг иностранных корреспондентов, их общение с гражданским населением и доступ к независимой информации.

## Реакция ливийского правительства
В ходе пресс-конференции в этот же день, представитель правительства Муса Ибрахим Moussa Ibrahim заявил, что следователи установили, что аль-Обейди «находилась в состоянии алкогольного опьянения и, возможно, являлась душевнобольной». Это заявление стало причиной опасений, что женщину поместят в психиатрическую больницу, контролируемую ливийскими властями, на неопределенный срок, тем самым добавив к списку насильственных исчезновений, в которых оппозиция обвиняет режим Каддафи, еще одно имя. Ибрахим также заявил, что власти «найдут её родственников и проверят, правда ли над ней надругались» и пообещал СМИ независимую встречу с Обейди в течение нескольких дней. После давления со стороны журналистов, которые пытались добиться возможности взять у женщины интервью, Ибрахим сказал, что женщину признали вменяемой.
После того как иностранные журналисты неоднократно потребовали устроить встречу с аль-Обейди и бросили вызов заместителю МИД Ливии Халеду Каиму Khaled Kaim насчет этого в ходе пресс-конференции, Каим ответил, что по этому делу ведется расследование: «Мы дадим вам знать.» Вечером 26 марта, в разговоре со Sky News и Ником Робертсоном Nic Robertson, корреспондентом канала CNN, Каим заявил, что в ходе расследования по делу об изнасиловании, пятеро мужчин, включая сына офицера высокого ранга ливийской полиции, были арестованы. При этом он добавил, что дело это носит исключительно криминальный характер, и не имеет никакого отношения к политике. Каим и Ибрахим утверждают, что Иман аль-Обейди находится в штаб-квартире Ливийской национальной разведки и что она «в безопасности», «с ней все хорошо»,, ей предоставят адвоката и журналисты смогут пообщаться с ней очень скоро. Каим также признал, что агенты службы безопасности «неправильно отреагировали» на инцидент в ресторане, и что они не должны были доставать оружие.
Чарльз Кловер (Charles Clover), корреспондент The Financial Times, который был избит агентами службы безопасности, при попытке защитить аль-Обейди от нападок, был депортирован из Ливии вскоре после появления аль-Обейди в отеле. Причиной его депортации были названы «неточности в его репортажах» до инцидента в отеле.

## Реакция Национального переходного совета Ливии
27 марта, Национальный переходный совет Ливии опубликовал заявление секретаря иностранных дел совета Али Абд аль-Азиза аль-Исауи (Ali Abd-al-Aziz al-Isawi), в котором он осудил обращение с аль-Обейди, назвав его «преступным, варварским, и непростительным насилием в отношении её чести, чести ливийского народа, и всего человечества». Он потребовал немедленного освобождения аль-Обейди, а также всех остальных женщин, детей, журналистов и гражданского населения, «удерживаемого Каддафи и его режимом.»

## Реакция мирового сообщества
В течение нескольких часов, новости о похищении Иман аль-Обейди, сопровождаемые видео и фотографиями, распространились по всему миру. Тут же появились в Твиттере появились хэштэги, связанные с её историей, включащие различные варианты написания её имени: #EmanAlObeidy, #EmanAlObeidi, #EmanAlObaidy and #WhereIsEmanAlObeidy. В Фейсбуке в тот же день начались кампании с призывами, чтобы привлечь внимание общественности к её истории. Английская страница, посвященная аль-Обейди, собрала более 2000 последователей меньше, чем за день. Страницы Free Iman al-Obeidi по-английски и كلنا أهل إيمان العبيدي (Все мы — семья Иман аль-Обейди) на арабском. Использование социальных сетей играет важную роль в Ливии и на всем Ближнем Востоке и в Северной Африке, так как другие формы коммуникаций были узурпированы СМИ, полностью контролируемых правительством.

## Проблемы с законом в США
В 2015 году судья в Колорадо приговорил к 6 годам тюрьмы за нападение на двух женщин в баре.